# 無憂宮
52°24′12″N 13°2′19″E / 52.40333°N 13.03861°E
無憂宮（德語：Schloss Sanssouci，德語發音：[ˈsãːsusi]；源自於法文的sans（無）-souci（憂慮））位於德國波茨坦，為勃兰登堡地區波茨坦最著名的霍亨索倫家族宮殿。1745年至1747年根據普魯士國王腓特烈二世的草圖，設計洛可可式小型夏日宮殿。這個設計並由建築師格奥尔格·文策斯劳斯·冯·克诺贝尔斯多夫授權。
1840年至1842年，普魯士國王腓特烈·威廉四世將建築物規模再作擴大，並將兩邊側殿延伸。設計者為建築師路德维希·佩尔修斯，東側建築由建築師費迪南德·馮·阿爾尼姆授權監工。
1990年聯合國教科文組織將無憂宮宮殿建築與其寬廣的公園列為世界文化遺產，列入原因為：「無憂宮的宮殿與公園，可視為普魯士的凡爾賽宮」。她是十八世紀歐洲藝術運動的合成品，結合了當時君主制背景精神下的建築創意與地景設計。
君主制建築特色：為權力和榮耀的象徵，組成部分包括圓拱、拱頂和圓穹，最常使用的建築材料是磚、方形石塊和混凝土，並會對公共建築做些雕刻裝飾，還以一排排的柱廊組成建築物的正面，從建築物規模宏大、結構堅固看來，建築物的確有某種功利、炫耀目的。

## 葡萄山梯形露台的规划和布局
无忧宫著名的园林风景是由腓特烈二世决定在博恩施泰特的南侧山坡上建立梯形的葡萄山开始的。在这以前，这只是一块种有橡树的小丘。在军曹國王腓特烈·威廉一世时期，这裡的树木被砍伐，用于建筑波茨坦市和加固泥泞的沼泽地带。1744年8月10日腓特列大帝下令，将这片当时的“沙漠之山”开垦成葡萄梯形露台。

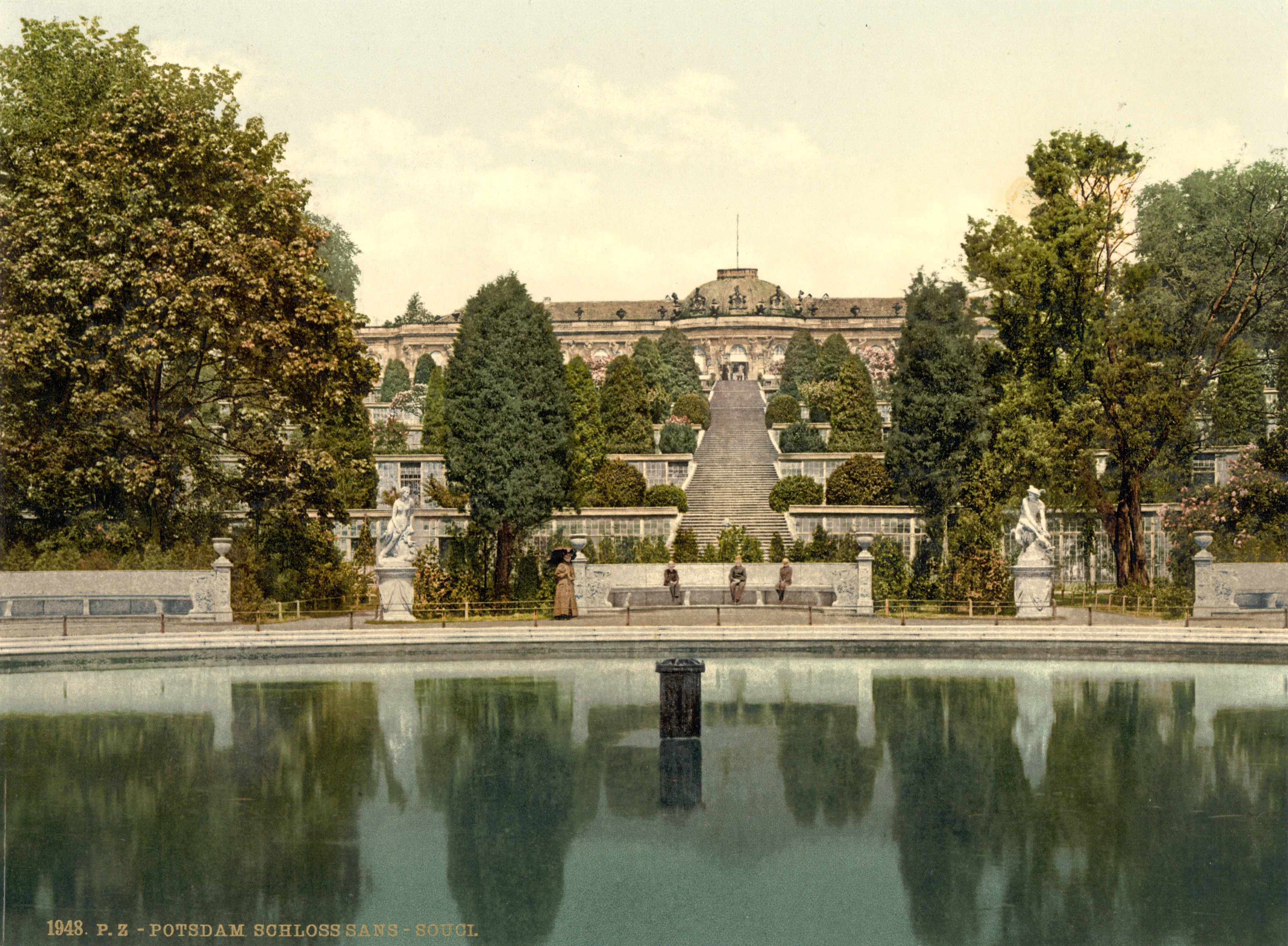
1900年时的无忧宫和葡萄山梯形露台。

这片斜坡被规划成六个宽阔的梯形露台。为了达到尽可能的利用太阳射线的目的，墙被建成了以台阶为中心的微弓形状。其中承重墙的墙面被更换，取而代之的则是来自葡萄牙，意大利和法国的单株葡萄藤。在168个玻璃罩子裡面，则被种上了无花果树。梯形露台的前端则被绿色草坪覆盖。并被种植上了紫杉树，和灌木加以分割。120阶台阶（今天是132阶）被建筑在中轴线上，这个梯形露台被分成六个部分。山的两边并都建有坡道。
1745年山下的空地上被建起了一座巴洛克风格的观赏花园。从1748年开始，花园的正中心建起了一个带有喷泉的蓄水池。但令人遗憾的是，腓特列大帝从未能亲眼看见喷泉喷水。因为在他的那个时代，还没有足够的技术让喷泉喷出水来。
从1750年开始有大理石雕刻成的罗马神话人物，美神维纳斯，商业神墨丘利，太阳神阿波罗，月神狄安娜，生育和婚姻之神朱诺，众神之神朱庇特，战神玛尔斯以及智慧之神密涅瓦和连同具有比喻意义的四元素，火，水， 风，土被放置在水池的四周。其中爱神维纳斯，商业神墨丘利的雕刻家是Jean Baptiste Pigalle，以及两组狩猎队。风和水的雕像则出于Lambert Sigisbert Adam之手。他们是法王路易十五的礼物。其它的雕像则来自于一个叫Francois Gaspard Adam的人的创作室。而他的法式雕塑室则是腓特列大帝在柏林亲自组建的。这个完整的法式圆形花坛广场只保持到了1764年。

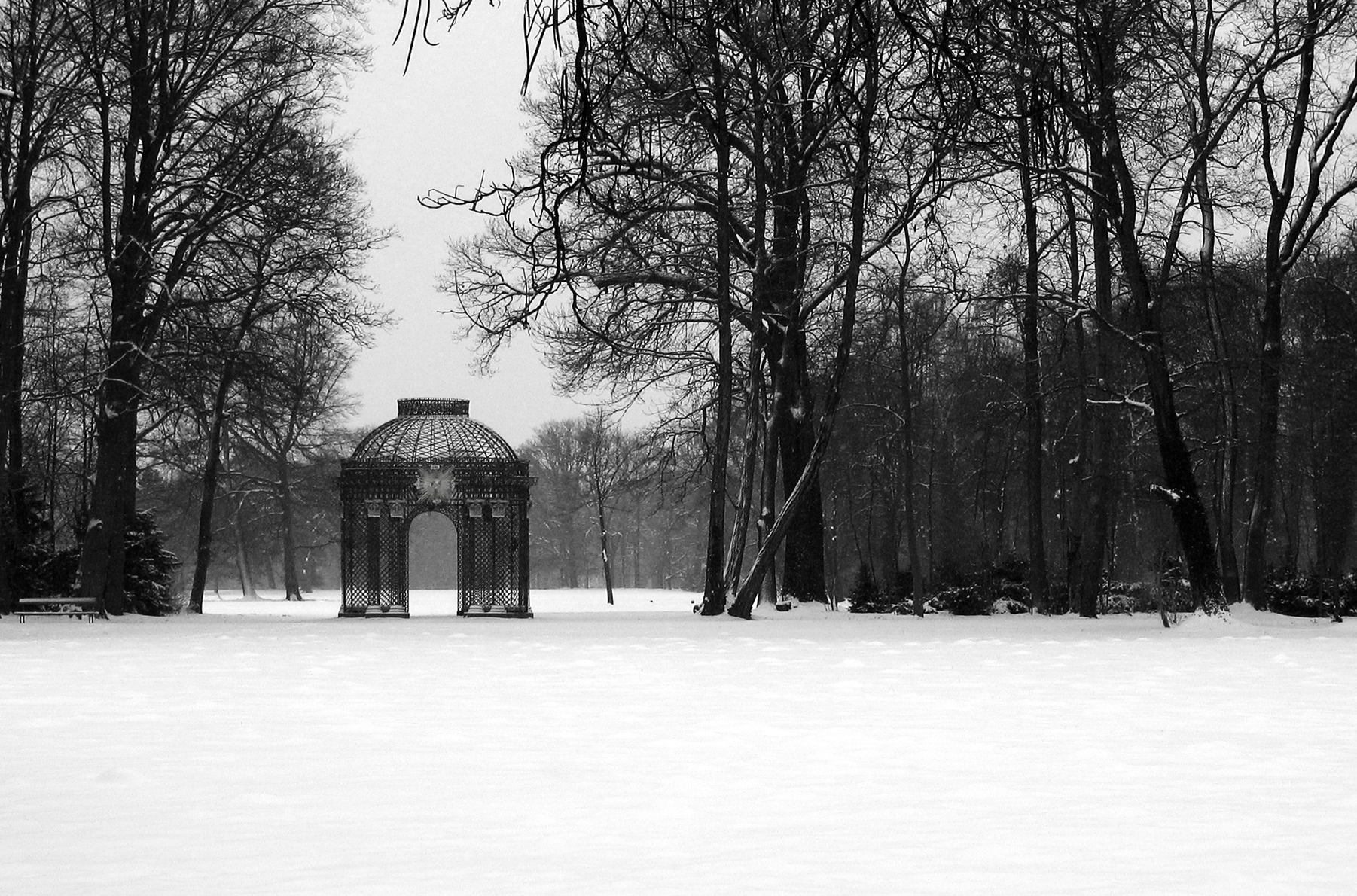
无忧宫中的亭子

在它的附近还有一个菜园，是由腓特烈·威廉一世在1715年就留在那的。这个军曹国王戏稱它为“我的马尔利”（mein Marly）。这个称呼是根据法王路易十四太阳王那耗资巨大的马尔利勒鲁瓦园艺装备而得来。腓特列大帝通过将观赏花园和果园的组合给无忧宫花园赋予了更大的价值。当然，在其中起决定性作用的原因，除了他本人爱吃新鲜水果外，更重要的是他认为艺术和自然应该要合二为一。

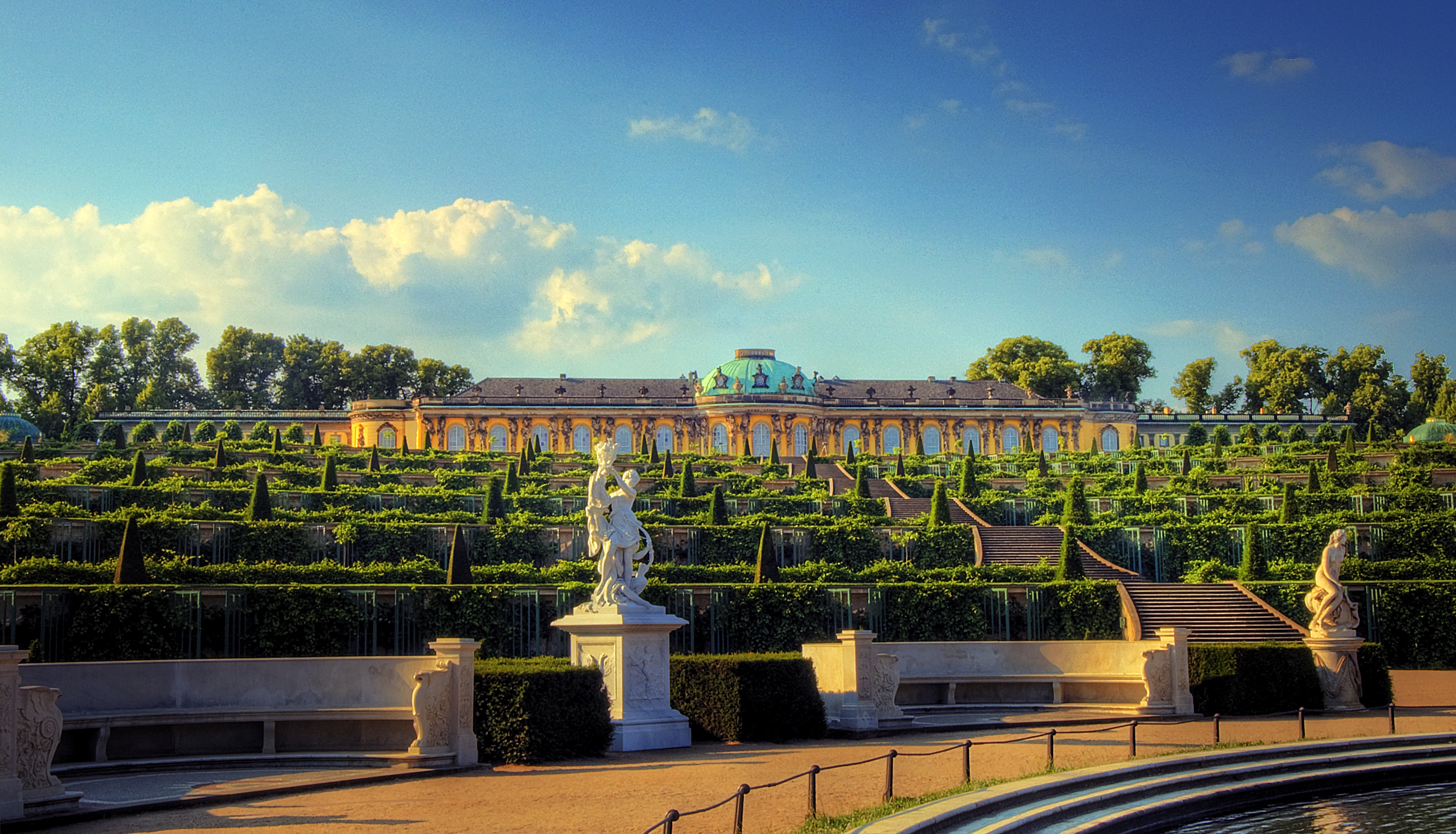
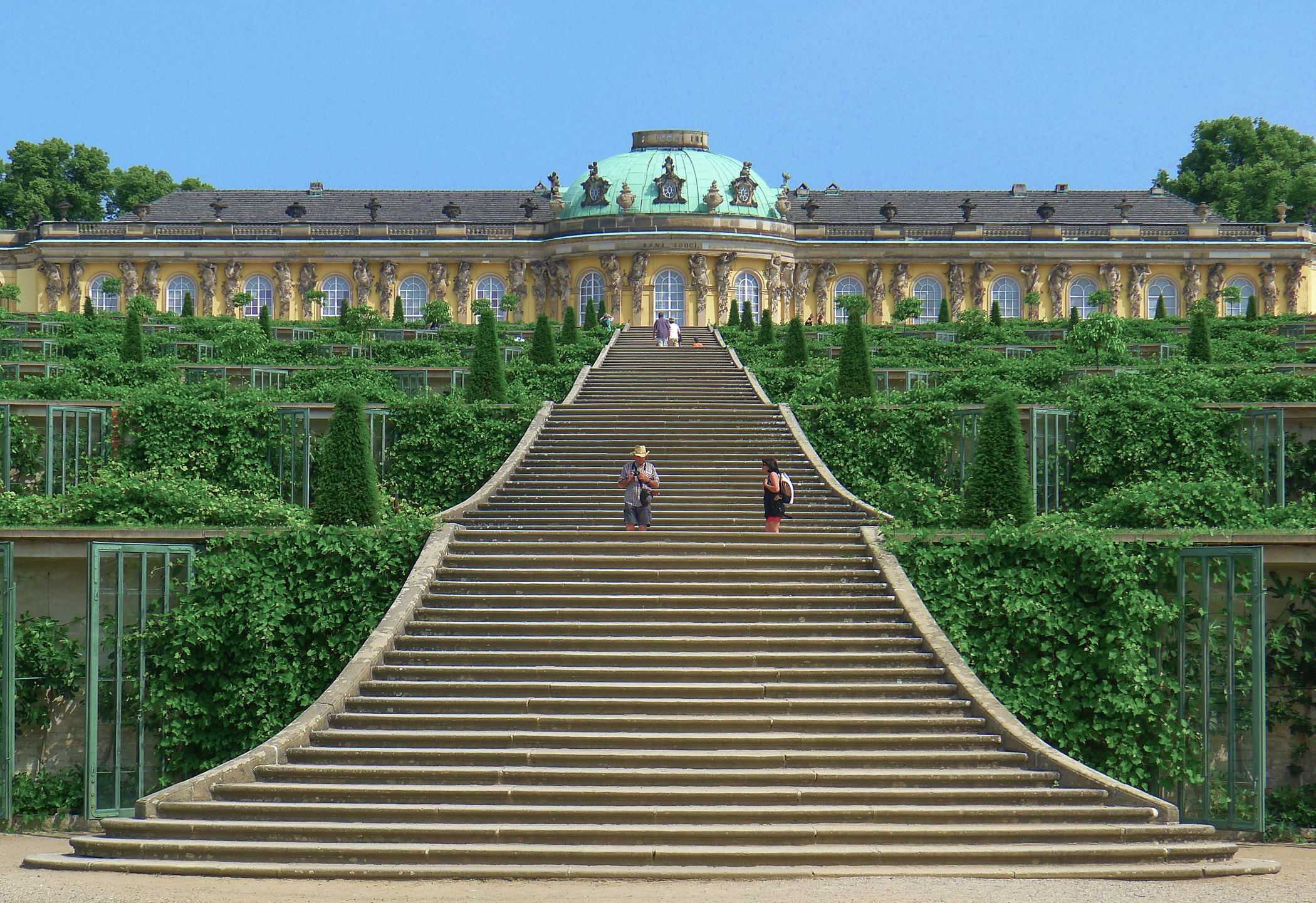
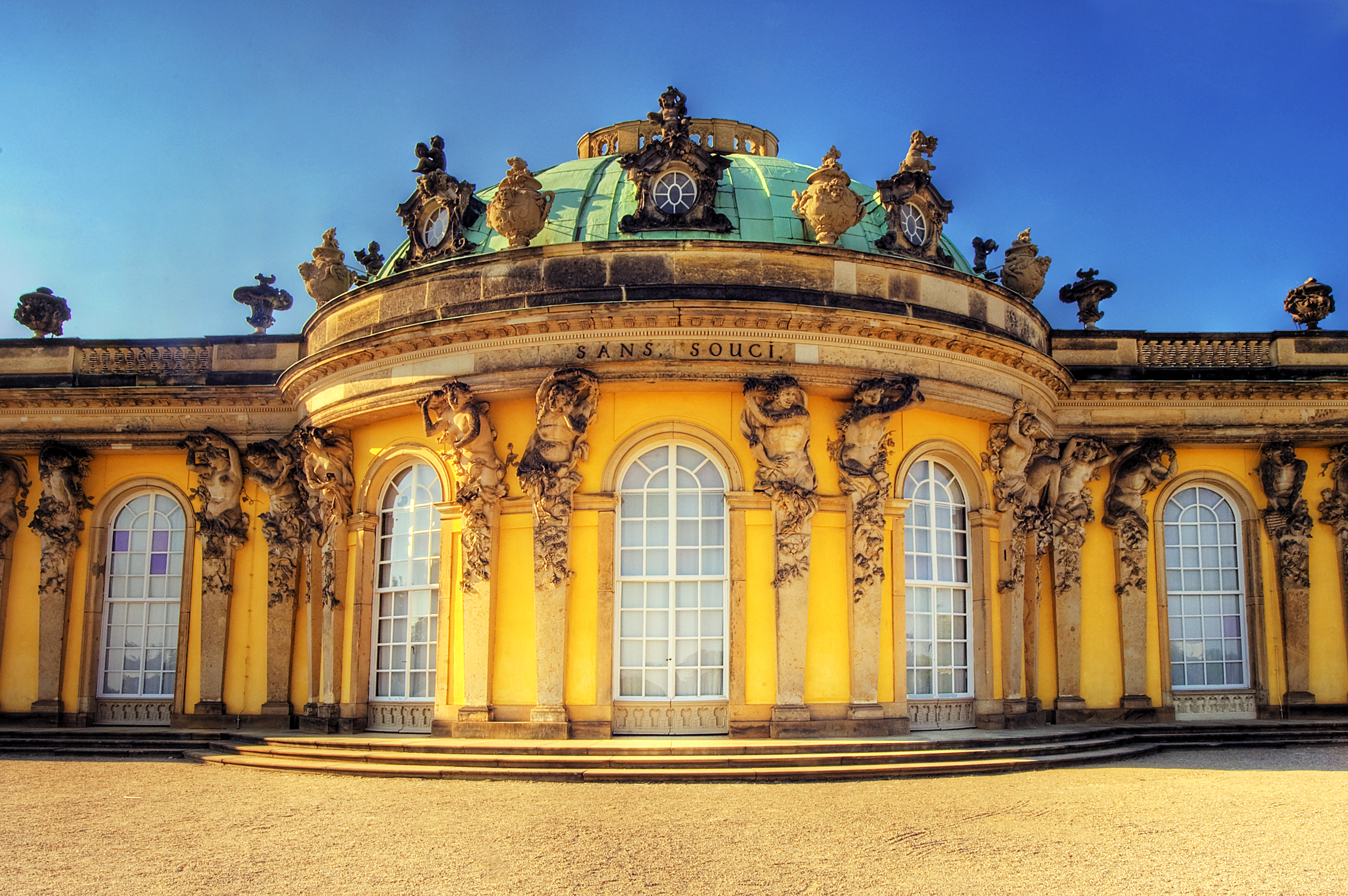
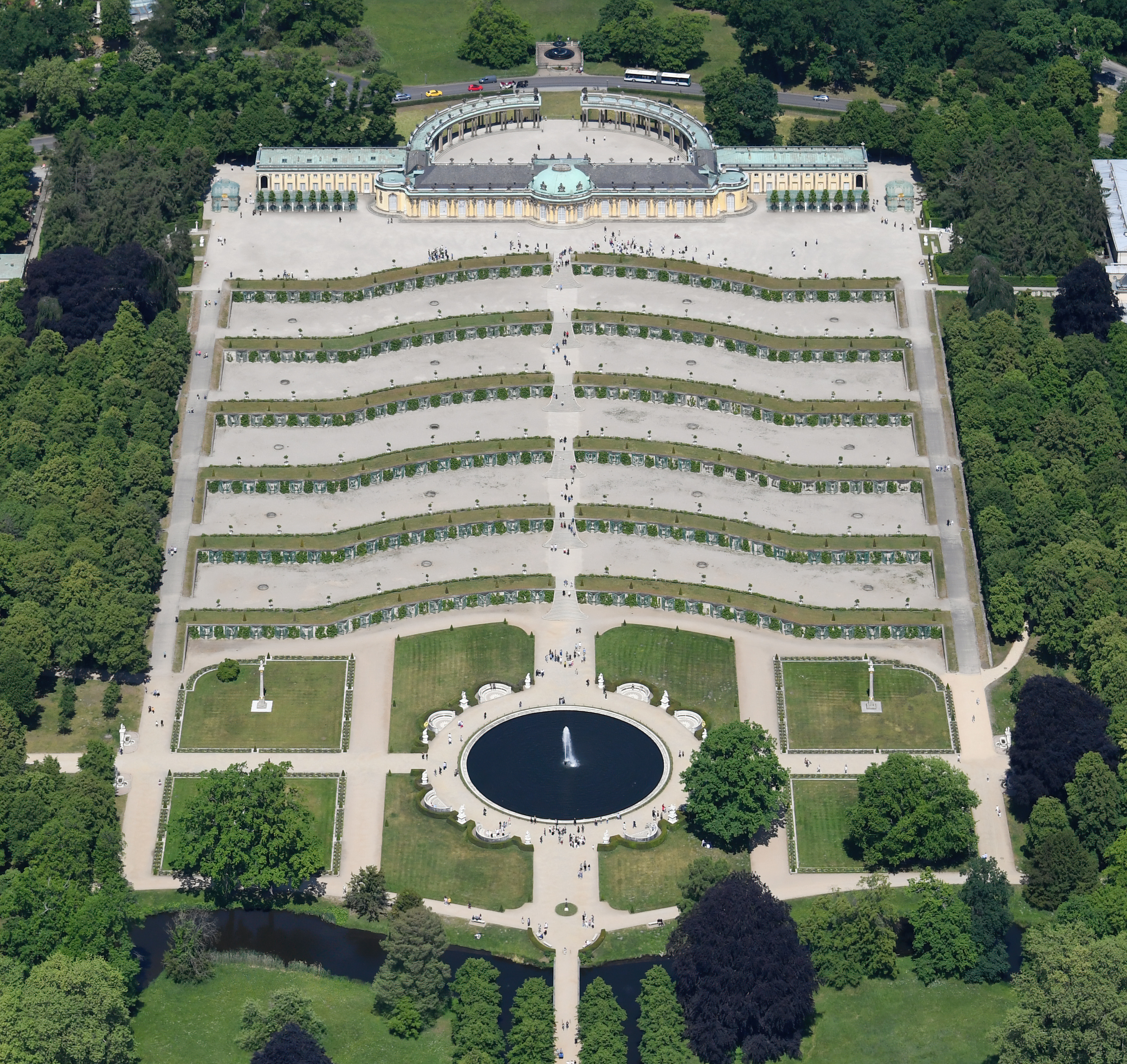

## 无忧宫

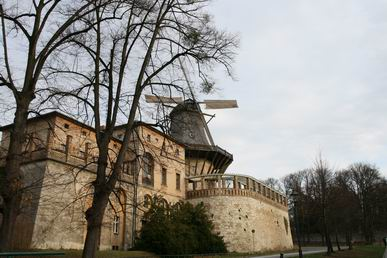
无忧宫风车。

建筑在这葡萄山的无忧宫，无疑又一次体现了人与环境融为一体的和谐。早在十三世纪在马克勃兰登堡地区已经及为普遍的葡萄种植园从未被皇家作为观赏花园的装饰。而在无忧宫， 这些普通的葡萄藤则成为了葡萄山梯形露台的中心装饰。再配上山顶上那座小巧的精致的宫殿，就更加的日臻完美。用腓特列大帝的话来讲，它是我在葡萄山上的小屋。
对于无忧宫来说一年中最美的时节是夏季。每当这位普鲁士国王站在的葡萄山上，如画风景尽收眼底。而他身后则是可以让他尽情享受和发挥个人才艺爱好的无忧之宫。而山坡上的无忧宫风车从1736年就已经矗立在那了，而它则成为了当时田园风情的一个标志。腓特列大帝曾说过，那风车装点了我的宫殿。

## 无忧宫中的中国楼

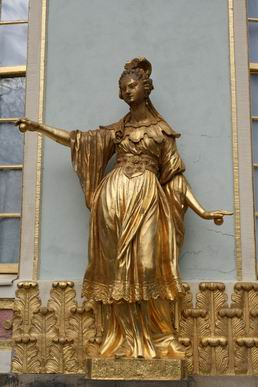
中国楼外部的镀金雕像。

在无忧宫的一侧，有一座虽不宏伟但金碧辉煌的亭楼，该建筑被称为“中国楼”（Chinesisches Haus）。中国楼是一座圆亭，周围站立有各种亚洲形态的人物雕像，这些雕像都确确实实是镀金的，（因此现在的普通旅客都禁止触摸），包括整个亭楼外壁都用镀金装饰。中国楼顶部有根据中国传说而想像制作的猴王雕像。
大帝喜好各种文化，对东方古国中国也充满了好奇和向往，因此而建造此楼。他尽力搜集了各种来自东方的物品如丝绸和瓷器，以此装饰自己的中国楼，在布置上力求奢华以对应自己心目中那个富裕华丽的东方世界。
但遗憾的是，他本人一生从未真正离开过欧洲，而同期的欧洲人对当时中国的相互交流又相当有限，因此在布置包括设计雕像时，都大量掺杂了西方人包括大帝本人对东方的想像成分，如果仔细观察那些雕像，会觉得虽和所謂的中國人有些形似，但很多人物特征都还有欧洲人的影子在裡面。

## 腓特列大帝时期的无忧宫

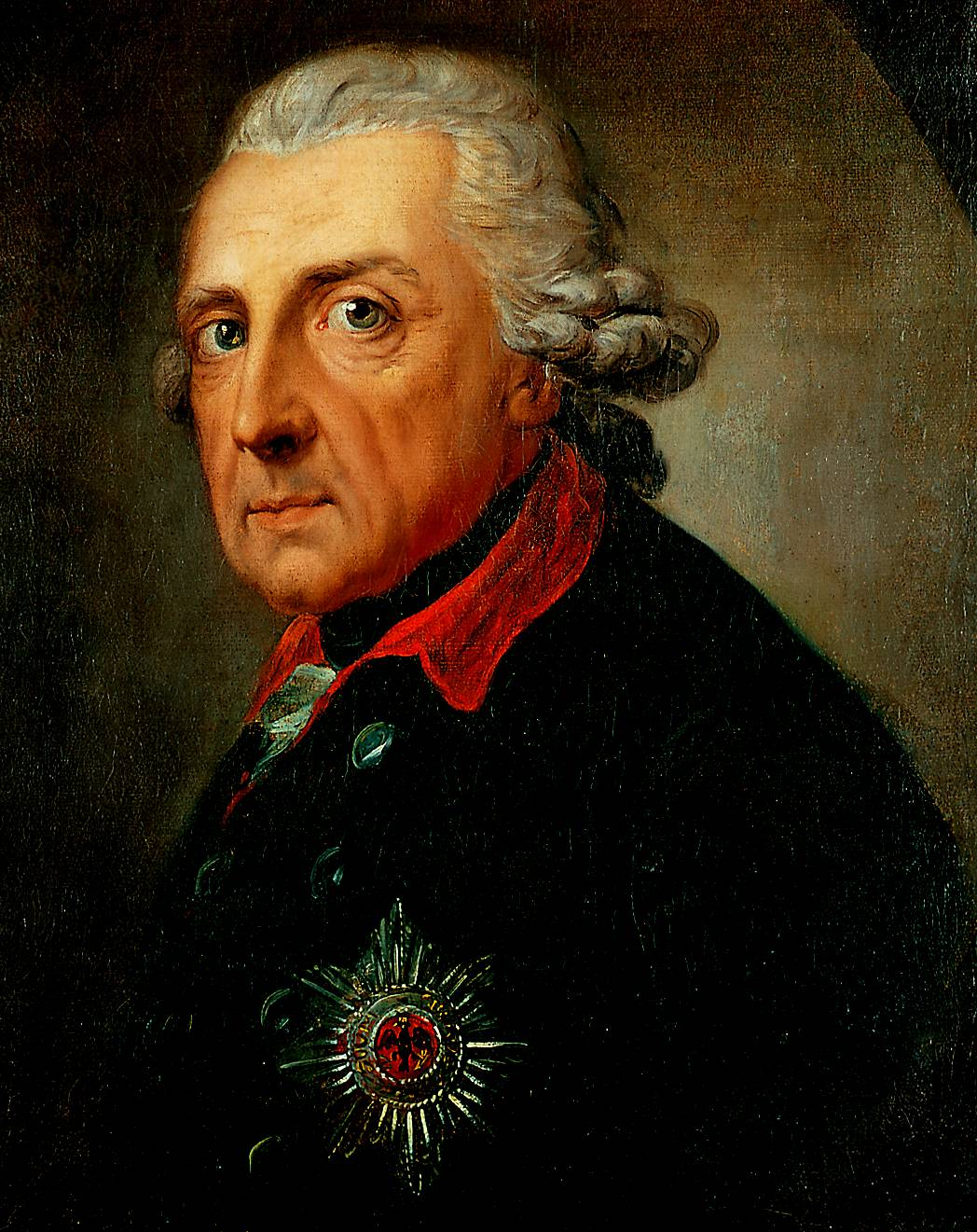
腓特列大帝

1745年1月13日腓特列大帝下旨建造波茨坦的行宫。
根据腓特列大帝的草图，由建筑师格奥尔格·文策斯劳斯·冯·克诺贝尔斯多夫完成了设计图。克诺伯斯多夫最初的建议是将无忧宫建成一个高高的带有基座和地下室的宫殿。以便于从山下就可以一眼看见。但是他的提议遭到了腓特列大帝的反对。腓特列大帝不想要一座雄伟的宫殿。而是一座带有洛可可风格的满足他个人需求的私密居住宫殿，一座以山为基座的一层建筑， 一座让他可以不必走很多台阶就可以到达宽敞的露台并到达花园的，和大自然无限接近的个人宫殿。 
在所有腓特列大帝时期建造的宫殿中，都有他在行政上和艺术上进行的干涉。根据他的指示，设计图被重新设计并进行了成本预算。在得到他的授权许可后，工程开始了。腓特列大帝经常亲自监工，并不断强调在细节上那些他和建筑师们意见的分歧之处。由于他的独断专横，也导致了建筑师乔治·温彻斯劳斯·冯·克诺伯斯多夫不能将他自己对建筑的理解和想像发挥出来。
两年后，尽管不是所有的房间都完工的情况下，1747年5月1日还是在无忧宫举行了落成典礼。除了战争时期，腓特列大帝每年从四月底到十月初一直都居住在无忧宫。除了他本人，只有被他选出的男宾客们才允许住在无忧宫。他和他的夫人不伦瑞克-贝沃恩的伊丽莎白·克里斯蒂娜在1733年结婚。在他1740年登基后就长期分居，只有在重要的场合才共同出席。他赐予她申豪森宮，但是长达四十年之久，不允许她踏入无忧宫。无忧宫又一度被称为“无妇宫”（sans femmes）。